# Forte de São Caetano de Sofala

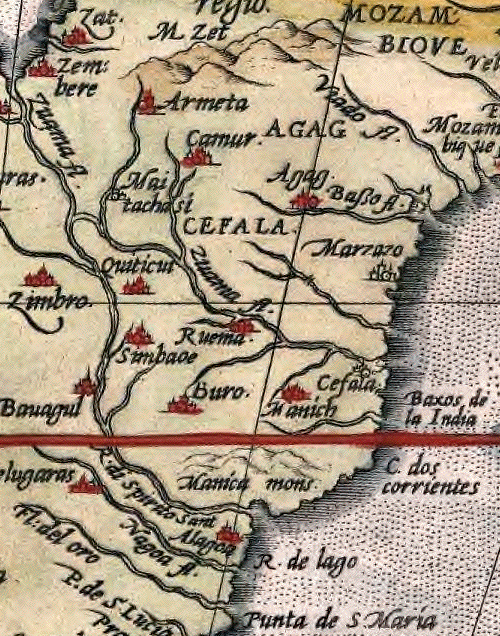
Sofala ("Cefala") em detalhe do Atlas "Africae tabula nova", de Abraham Ortelius (Antuérpia, 1570).

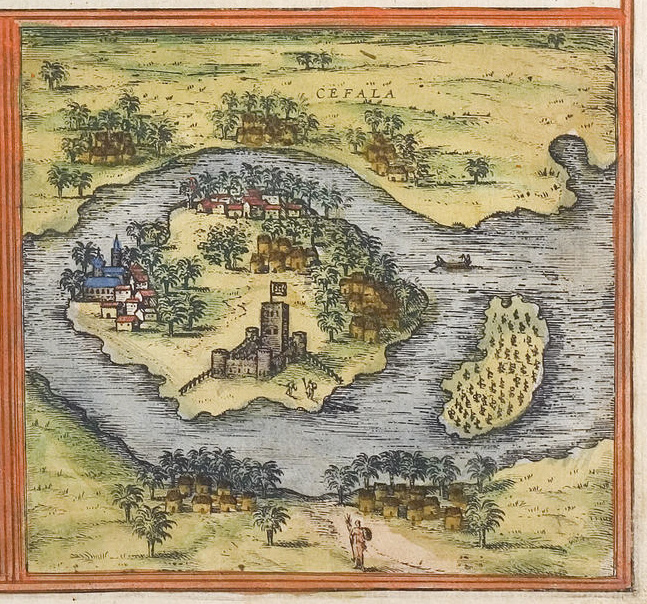
"Cefala" (Braun e Hogenberg. "Civitates Orbis Terrarum", 1572).

O Forte de São Caetano de Sofala, geralmente referido como Fortaleza de Sofala, localizava-se em Sofala, uma povoação na costa da actual província de Sofala, em Moçambique. Foi a primeira fortificação construída por Portugal na costa da África Oriental.

## História

### Antecedentes
A primitiva povoação de Sofala constituía-se num entreposto comercial Muçulmano, que juntamente com Angoche, Moçambique e Quíloa, possuíam o monopólio do ouro, oriundo de Manica e da Rodésia do Sul (Reino Monomopata), mas cujo resgate se fazia principalmente em Sofala.
Vasco da Gama, em 1502, fez um reconhecimento do local onde os portugueses viriam a estabelecer-se poucos anos depois.
De facto, decidida a impor no Oceano Índico o monopólio do comércio de especiarias, a Coroa Portuguesa enviou de Lisboa, no início de 1505, uma poderosa Armada sob o comando de D. Francisco de Almeida. Tendo a nau capitaneada por Pêro de Anaia naufragado ainda nas águas do rio Tejo, o soberano deu ordem a D. Francisco de Almeida, para partir com 14 naus e 6 caravelas, que levantaram ferro a 25 de Março. Substituída a nau de Anaia, o restante do grupo, seis embarcações, partiu a 18 de Maio, com instruções para se juntar ao primeiro na altura de Moçambique (o local está ilegível no "Regimento" de D. Francisco de Almeida). Este segundo grupo tinha a missão de erguer uma fortificação em Sofala, de que Anaia levava a traça, artífices e cantarias lavradas (para o Portão de Armas, portas e janelas), e da qual ficaria Capitão-mor.
Anaia navegou para o Sul, seguindo a rota usual para contornar o cabo da Boa Esperança. Acredita-se que possa ter descido demasiadamente a Sul, talvez mesmo alcançando os 45° de latitude Sul, uma vez que sofreu com o frio do Inverno austral, tendo chegado a Sofala apenas com os navios comandados pelo seu filho, Francisco de Anaia, e pelo de Manuel Fernandes. Mais tarde reuniram-se-lhe os navios de Pero Barreto de Magalhães, João Queirós e João Vaz de Almada (este último no lugar de João Leite, que perecera em um acidente durante a viagem no Oceano Atlântico).

### A fortaleza de Sofala
O Forte de São Caetano de Sofala foi estabelecido inicialmente de forma pacífica, mediante um acordo com um chefe local. Os trabalhos de sua construção iniciaram-se a 25 de Setembro de 1505, quando foi principiada uma paliçada de madeira, de planta quadrada, tendo Pero de Anaia determinado abrir um fosso ao redor para, em segurança, poder começar a erguer os muros do forte. Cada lanço do fosso tinha 120 passos de comprido, por 12 palmos de largo, e outros tantos de profundidade. Externamente ao fosso, com a terra dele retirada, o capitão determinou ainda erguer um muro entre as paliçadas que serviam de taipais, com uma altura de cerca de vinte palmos. Todo o terreno circundante foi desmatado, a fim de se abrir o campo de tiro. Essa tranqueira ficou pronta ainda em 1505, período em que foi defendida pela armada. Assim que ficou em condições de defesa, Anaia ocupou-a com uma pequena guarnição, apoiada por alguma artilharia e uma embarcação construída no local. O seu filho ficou como Capitão-do-mar da costa de Sofala, que passou a patrulhar com dois navios, visando controlar o comércio de ouro que a partir dali se fazia, principalmente com Cambaia. Os demais navios seguiram viagem para a Índia, onde deveriam carregar especiarias.
Em face de ataques dos nativos, que em pouco tempo destruíram parte da tranqueira, constatou-se a insuficiência do primitivo reduto, cogitando-se a possibilidade da construção de uma fortificação mais sólida, em alvenaria de pedra. Com a morte de Pero de Anaia em 1506, foi eleito capitão o feitor Manuel Fernandes, que no ano seguinte iniciou a construção com alvenaria de pedra e cal trazidas de Quíloa, tendo sido por ele erguida a chamada Torre de Menagem.
Mais tarde, de 1509 a 1512 sob o comando do capitão António de Saldanha, construiu-se uma barbacã em redor da fortificação e novas casas para a guarnição que, até então, se alojava no local onde se situava a cisterna.
Em 1516 a 1518, inclusive, vemos João Vaz de Almada como seu capitão e alcaide-mor.
Frei João dos Santos, o cronista da "Etiópia Oriental", no último quartel do século XVI, assim descreveu a Fortaleza de São Caetano de Sofala:
"É a fortaleza de Sofala quadrada e cercada de muro de vinte e cinco palmos de altura. Tem quatro baluartes redondos nos quatro cantos, guarnecidos de artilharia grossa e miúda. Em uma quadra da banda do mar, tem uma larga e formosa torre de dois sobrados, e ao pé dela uma sala formosíssima, as quais casas são aposentos do capitão da fortaleza. Nos baixos desta sala tem o capitão suas despensas, e no vão da torre do chão até o primeiro sobrado, uma mui formosa e boa cisterna de água da chuva, de que bebe ordinariamente a mais gente de Sofala, por ser muito melhor que a dos poços, e não bebem do rio, porque ali é toda sua água muito salgada. Dentro desta fortaleza está a igreja matriz, que é a freguesia de toda a gente da terra."
Embora a importância comercial de Sofala tenha decaído ao longo dos séculos, de tal modo que em 1650 o Vice-rei D. Filipe de Mascarenhas recomendava a sua demolição por falta de condições para resistir a um eventual ataque dos Neerlandeses, ativos no litoral de Moçambique desde o início do século XVII. A Coroa, entretanto, seguiu renovando as recomendações pela conservação e apetrechamento do forte, devido não apenas ao prestígio de que este desfrutava junto do rei do Quiteve, em cujas terras se situava, mas também pelo temor que infundia aos africanos. 
Em 1758, entretanto, a erosão marítima solapava-lhe os muros e a igreja em seu interior apresentava sinais de desgaste.
No século seguinte, em 1826 já não havia vestígios da igreja, e um dos baluartes circulares ruíra por completo, após o mar ter-lhe solapado os alicerces. Ainda assim, resistiu com sucesso, em Outubro de 1836, ao assalto dos Mathaus, vindos do sul da Zululândia. No último quartel do século, o Governador-geral de Moçambique, Augusto de Castilho (1885-1889), em Relatório de Junho de 1885, deixou-nos uma clara descrição de seu estado de conservação:
"(...) A fortaleza de Sofala, que é a mais antiga de todas as da província, é só inferior em importância à de S. Sebastião de Moçambique e está ainda em muito regular estado de conservação, apesar das injúrias do tempo e das maiores injúrias dos homens. Carece, todavia, de algumas reparações indispensáveis e algumas urgentes, tais como: remoção dos madeiramentos de quase todas as coberturas do terraço das casas que o cercam por dentro e sobre as quais assentam as baterias; reconstrução de dois baluartes que olham a NO e SO e que parecem ter sido demolidos de propósito, pois que os alicerces mostram estar magníficos; reconstrução de uma sala contínua à secretaria e que serve hoje de terraço descoberto; apropriação de um quarto do pavimento inferior para capela, onde se arrecada condignamente uma venerável e antiquíssima imagem de S. Caetano, orago da fortaleza; reparação no carretame e palamenta da artilharia e substituição de algumas peças, quase de todo inúteis, por outras boas.
Há ainda outros arranjos que o bom gosto recomenda e que o respeito pelos monumentos históricos exige. São desse número: a limpeza de todas as cantarias lavradas que estão hoje quase totalmente invisíveis sob uma espessa e estúpida camada de cal, como sucede às armas portuguesas sobre a porta de entrada; a desobstrução de outras cantarias que estão mesmo escondidas debaixo de paredes de alvenaria como se vê ainda em uma formosa arcaria manuelina junto à casa da guarda da porta; a construção de ameias no alto da torre de menagem no género das que existem no terraço das baterias baixas da torre de S. Vicente de Belém, etc. (...)."
No início do século XX as ruínas do forte ainda podiam ser apreciadas. Actualmente, na prea-mar, o que dela restou fica quase totalmente submerso.

## Características
O tipo da primitiva fortificação de Sofala é em tudo semelhante ao da Torre de São Gabriel, erguida na Ilha de Moçambique em 1507. Foi substituído, posteriormente, no Ultramar Português, pela arquitectura de inspiração Italiana, de que já são exemplos a Fortaleza de São Sebastião e o Forte Jesus de Mombaça.
O Forte de São Caetano de Sofala apresentava planta quadrada, com muralhas de vinte e dois metros de lado, e baluartes de planta circular nos vértices. Pelo lado do mar, erguia-se uma torre que se comunicava com a residência do capitão. No vão dessa torre havia uma cisterna de grandes dimensões. Pelo lado de terra, erguia-se a edificação destinada à feitoria. A povoação dispersava-se fora de muros.